# 공포 탈출
《공포 탈출》(영어: Fearless)은 미국에서 제작된 피터 위어 감독의 1993년 드라마 영화이다. 제프 브리지스 등이 출연하였고, 마크 로젠버그 등이 제작에 참여하였다.
1994년 제66회 아카데미상에서 로지 퍼레즈가 여우조연상 후보에 올랐다.

## 출연
- 제프 브리지스
- 이사벨라 로셀리니
- 로지 퍼레즈
- 톰 훌스
- 존 터투로
- 베니시오 델토로
- 디어드러 오코널
- 존 더랜시
- 스펜서 브루먼
- 데브라 멍크
- 랜스 하워드
- 케빈 브로피

## 기타 제작진
- 공동 제작: 윌리엄 비즐리, 로빈 포먼
- 협력 제작: 앨런 B. 커티스
- 미술: 존 스토더트
- 의상: 매릴린 매슈스